# Trolejbusy w Nottinghamshire i Derbyshire
Trolejbusy w Nottinghamshire i Derbyshire – międzymiastowy system trolejbusowy, który łączył Nottingham w hrabstwie Nottinghamshire z Ripley w sąsiednim hrabstwie Derbyshire. Został otwarty 7 stycznia 1932 r. i zastąpił linię tramwajową.
Na tle pozostałych, nieistniejących już systemów trolejbusowych w Wielkiej Brytanii, system w Nottinghamshire i Derbyshire był mały i istniał krótko; kursowały łącznie 3 linie, maksymalnie posiadano 32 trolejbusy. Likwidacji systemu dokonano dość szybko, bo już 25 kwietnia 1953 r.
Do dziś zachowały się trzy trolejbusy z Nottinghamshire i Derbyshire, jeden w Trolleybus Museum at Sandtoft i dwa w prywatnej kolekcji w Boughton, Nottinghamshire.
Miasto Nottingham posiadało także miejski system trolejbusowy, który działał w latach 1927–1966.